# Salvatore Rumeo
Salvatore Rumeo (Caltanissetta, 23 maggio 1966) è un vescovo cattolico italiano, dal 22 dicembre 2022 vescovo di Noto.

## Biografia
È nato a Caltanissetta, sede dell'omonima diocesi, il 23 maggio 1966.

### Formazione e ministero sacerdotale
Ha conseguito prima il baccellierato canonico in teologia presso l'Istituto teologico "Mons. G. Guttadauro" di Caltanissetta (1990), poi la licenza in teologia con specializzazione in catechetica presso l'Istituto teologico "San Tommaso" di Messina (1997) e, infine nel 2006, il dottorato in teologia presso l'Università Pontificia Salesiana di Roma, sempre con la specializzazione in catechetica, con una tesi su La catechesi ai giovani nel magistero di Giovanni Paolo II.
Il 29 giugno 1990 è stato ordinato presbitero, per la diocesi di Caltanissetta, dal vescovo Alfredo Maria Garsia.
Da subito impegnato con vari incarichi pastorali nella cura del settore giovanile, è stato anche docente di pastorale giovanile e sociologia della condizione giovanile presso l'Istituto teologico "San Tommaso" di Messina (2016-2022).
Sempre come docente, ha insegnato catechetica e teologia pastorale presso l'Istituto teologico "Mons. G. Guttadauro" di Caltanissetta (2000-2022) e teologia pastorale presso la Pontificia facoltà teologica di Sicilia "San Giovanni Evangelista" a Palermo (2019-2021).
Dopo essere stato direttore dell'Ufficio diocesano di pastorale giovanile (1995-2007), dal 2007 è stato direttore dell'Ufficio catechistico diocesano, incarico che ricopriva, insieme a quello di parroco della parrocchia del Sacro Cuore a Caltanissetta (dal 2000), al momento della nomina a vescovo.

### Ministero episcopale

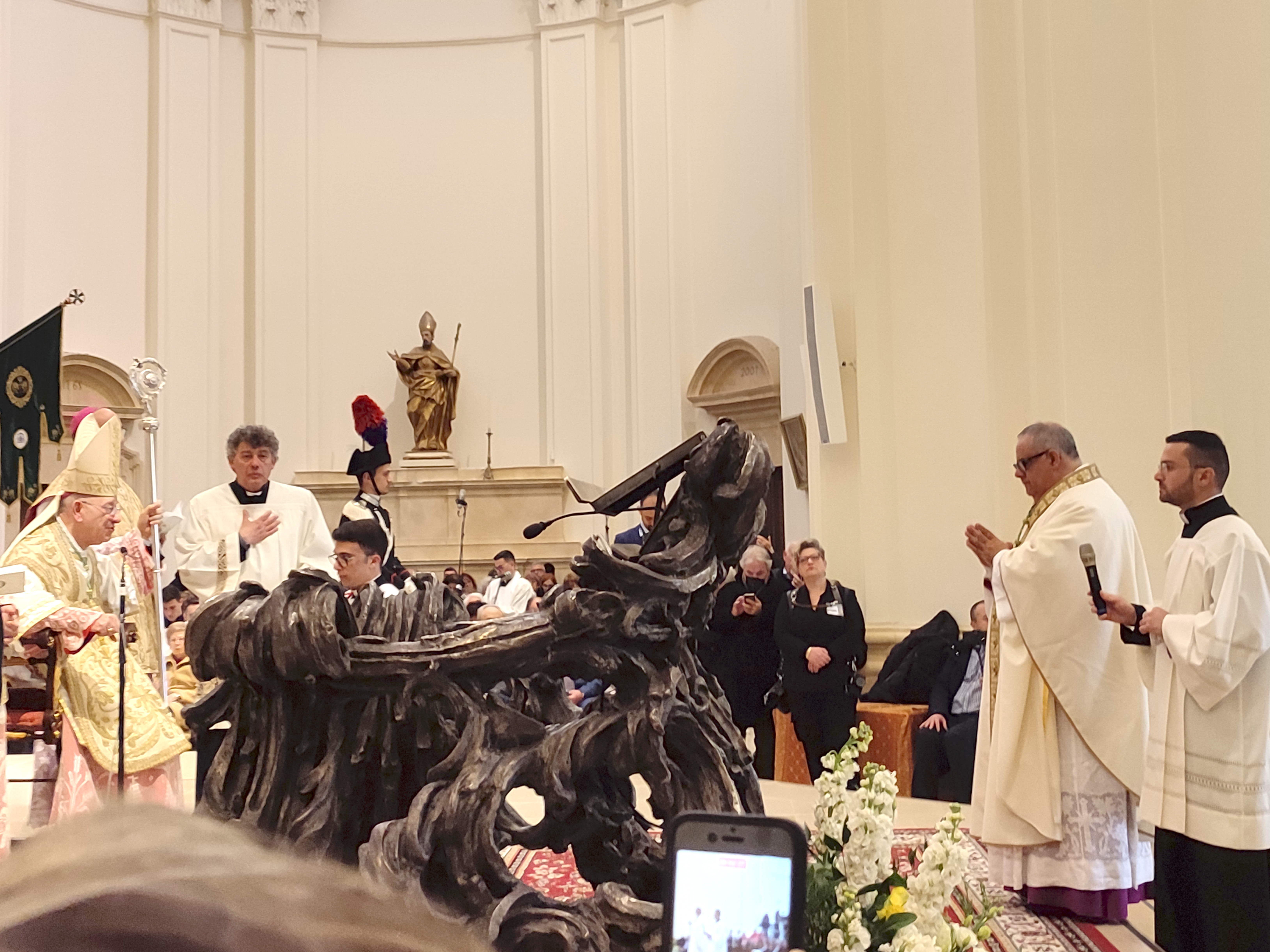
Mons. Rumeo è interrogato da mons. Mario Russotto davanti al popolo prima di essere consacrato vescovo

Il 22 dicembre 2022 papa Francesco lo ha nominato vescovo di Noto; è succeduto ad Antonio Staglianò, precedentemente nominato presidente della Pontificia accademia di teologia. Il 18 marzo 2023 ha ricevuto l'ordinazione episcopale nella cattedrale di Noto da Mario Russotto, vescovo di Caltanissetta, co-consacranti Antonio Staglianò, suo predecessore a Noto, Francesco Lomanto, arcivescovo metropolita di Siracusa, e Giuseppe La Placa, vescovo di Ragusa. Durante la stessa celebrazione ha preso possesso della diocesi.

## Stemma

### Blasonatura
Inquartato di rosso e oro. Nel 1º alla stella (7) del secondo; nel 2º all'aquila al volo spiegato di nero, imbeccata, lampassata, membrata e armata del primo; nel 3º alla torre al naturale, aperta e finestrata di tre pezzi di nero; nel 4º all'àncora del secondo.
Scudo sannitico con ornamenti esteriori da vescovo.

### Interpretazione
Lo scudo è suddiviso in quattro parti. Nell'ordine:
- la stella, simbolo di Maria, Stella matutina, richiama la devozione mariana delle città di Caltanissetta, Delia e Noto a cui il vescovo è legato;
- l'aquila, presente nello stemma della città di Noto, richiama la diocesi in cui inizia il suo ministero episcopale nonché l'evangelista Giovanni;
- la torre, presente nello stemma di Delia, è un tributo alla città di provenienza del vescovo;
- l'ancora, presente negli stemmi della Famiglia salesiana e della congregazione dei Figli dell'amore misericordioso, è un omaggio sia alla comunità salesiana in cui si è formato che alla congregazione a cui ha aderito come sacerdote diocesano; l'àncora è anche simbolo di fermezza e fede stabile.

I colori di fondo rosso e oro fanno riferimento a quelli presenti nello stemma di Caltanissetta.

### Motto
Il motto Misericordia Eius in aeternum è tratto dal salmo 100 (99) e significa Eterna la sua misericordia.
(Salmo 100 (99), 4-5)

## Genealogia episcopale
La genealogia episcopale è:
- Cardinale Scipione Rebiba
- Cardinale Giulio Antonio Santori
- Cardinale Girolamo Bernerio, O.P.
- Arcivescovo Galeazzo Sanvitale
- Cardinale Ludovico Ludovisi
- Cardinale Luigi Caetani
- Cardinale Ulderico Carpegna
- Cardinale Paluzzo Paluzzi Altieri degli Albertoni
- Papa Benedetto XIII
- Papa Benedetto XIV
- Cardinale Enrico Enriquez
- Arcivescovo Manuel Quintano Bonifaz
- Cardinale Buenaventura Córdoba Espinosa de la Cerda
- Cardinale Giuseppe Maria Doria Pamphilj
- Papa Pio VIII
- Papa Pio IX
- Cardinale Gustav Adolf von Hohenlohe-Schillingsfürst
- Arcivescovo Salvatore Magnasco
- Cardinale Gaetano Alimonda
- Cardinale Agostino Richelmy
- Arcivescovo Angelo Bartolomasi
- Arcivescovo Ferdinando Bernardi
- Arcivescovo Francesco Minerva
- Cardinale Salvatore De Giorgi
- Vescovo Mario Russotto
- Vescovo Salvatore Rumeo

## Opere
- Giovanni Paolo II e i giovani. Un incontro che non dimenticheremo mai, prefazione di Stanisław Dziwisz e postfazione di Mario Russotto, Caltanissetta, Edizioni del Seminario, 2008.
- E si prese cura di lui. La via, l'olio e la locanda di Gerico. Oratorio oggi, Caltanissetta, Paruzzo Editore, 2010, ISBN 978-88-6149-036-9.
- La montagna delle beatitudini, Caltanissetta, Paruzzo Editore, 2010, ISBN 978-88-6149-037-6.
- Il Vangelo della misericordia. Meditazioni, Caltanissetta, Paruzzo Editore, 2013, ISBN 978-88-6149-065-9.
- Giovanni Speciale, La santità ideale del cristiano. Vocazione e Vangelo, a cura di Salvatore Rumeo, prefazione di Mario Russotto, Caltanissetta, Paruzzo Editore, 2019, ISBN 978-88-98226-36-8.